# بخش گدوفسکی
بخش گدوفسکی (به لاتین: Gdovsky District) یک منطقهٔ مسکونی در روسیه است که در استان پسکوف واقع شده‌است.